# Channel Lake
Channel Lake – jednostka osadnicza w Stanach Zjednoczonych, w stanie Illinois, w hrabstwie Lake.